# Reloj inteligente

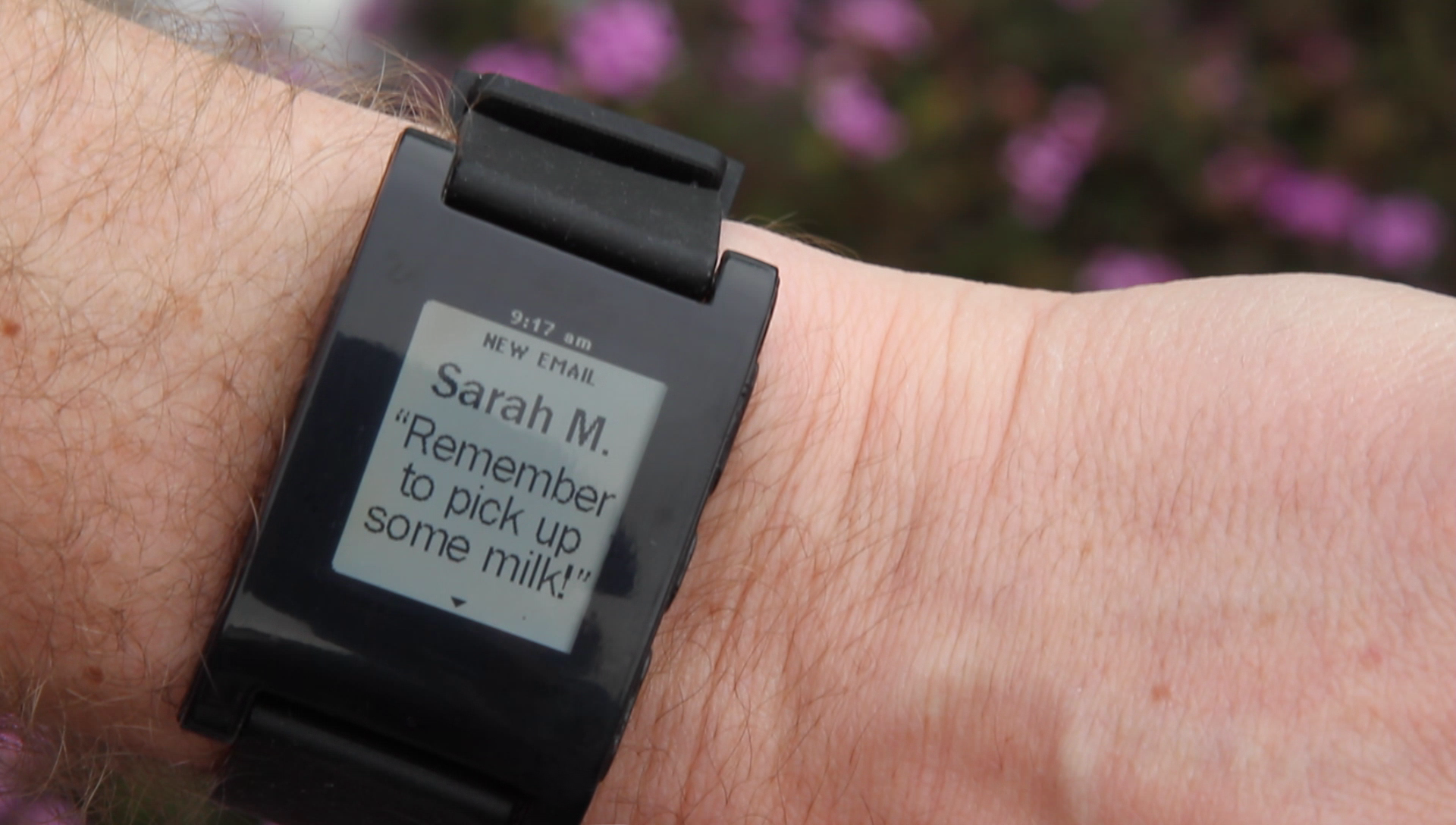
Un reloj inteligente, modelo Pebble

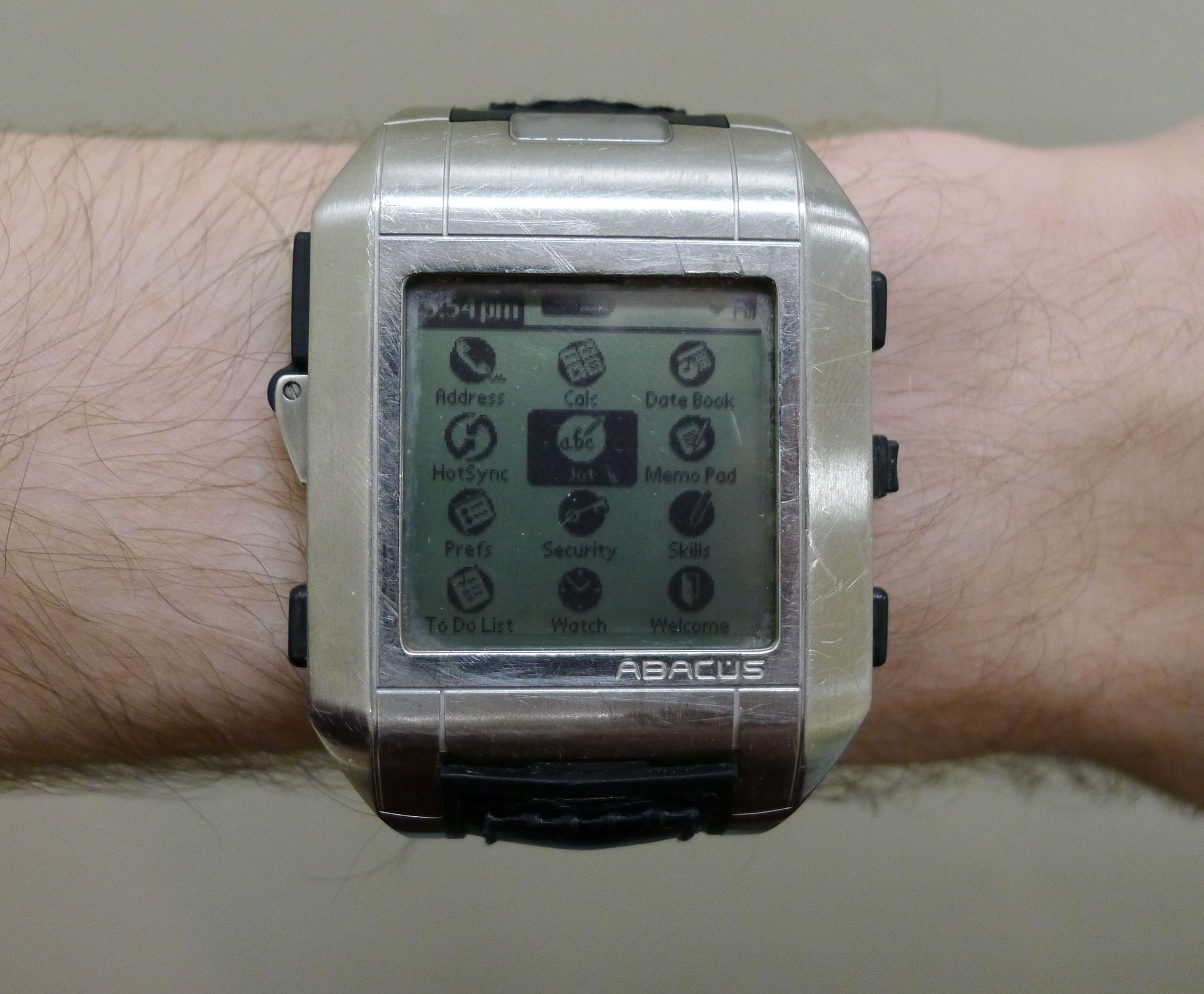
Un reloj digital avanzado, modelo Fossil Wrist PDA, ejcutándose en Palm OS

Un reloj inteligente  es un reloj de pulsera dotado con funcionalidades que van más allá de las de uno convencional. Los primeros modelos desempeñaban funcionalidades muy básicas, pero los actuales ya son capaces de acceder a Internet, realizar y recibir llamadas telefónicas, enviar y recibir correos electrónicos y SMS, recibir notificaciones del teléfono inteligente e incluso consultar las redes sociales. Muchas de las funcionalidades que integran ya están disponibles en los teléfonos inteligentes, sin embargo los relojes inteligentes gozan de algunas ventajas en lo que a comodidad respecta, en especial cuando se usan para hacer deporte o viajar.
Estos dispositivos pueden incluir características como un acelerómetro, giroscopio, brújula, pulsómetro, barómetro, altímetro, geomagnetómetro, geolocalizador (GPS), altavoz, micrófono, ranura para tarjeta de memoria externa etc. También cuentan con mecanismos de conectividad como el Bluetooth (para conectarlo al teléfono móvil, auriculares u otros dispositivos), NFC, WiFi o USB.
Cualquier dispositivo cuenta con un procesador, memoria, entrada y salida. Se puede recoger información de los sensores internos o externos. Se puede controlar,o recuperar datos de otros dispositivos. Muchos de los relojes inteligentes sólo sirven como interfaz para el teléfono inteligente, sin embargo existen algunos prácticamente independientes que incorporan ranura para tarjeta SIM y se denominan relojes inteligentes telefónicos.

## Relojes digitales avanzados
Una primera aproximación a los relojes inteligentes fueron los digitales. No fue hasta a principios del siglo XXI cuando se crearon los auténticos smartwatch. A lo largo del siglo XX y a principios del siglo XXI se han desarrollado relojes digitales cada vez más potentes y con mejores características dando lugar al nacimiento de los que hoy se conocen como relojes inteligentes. Estos primeros dispositivos eran capaces de realizar funciones muy básicas como cálculos, traducciones o ejecutar minijuegos, a menudo éstas eran comparables con las de una PDA.

### Seiko
Seiko, una compañía japonesa de relojes, fue uno de los primeros en desarrollar la tecnología informática de pulso. El primer reloj digital, que se estrenó en 1972, fue el Pulsar, fabricado por Hamilton Watch Company. Pulsar se convirtió en un nombre de marca que más tarde sería adquirida por Seiko en 1978. En 1982 apareció un reloj Pulsar (NL C01) que podía almacenar 24 caracteres. Con la introducción de los ordenadores personales en la década de 1980, Seiko comenzó a desarrollar relojes con capacidad de computación. La compañía diseñó otros relojes que tenían un teclado externo para entrada de datos. Los datos se sincronizaban desde el teclado al reloj a través de un sistema electro-magnético de acoplamiento. El nombre se deriva de su capacidad para almacenar 2000 caracteres. El D409 fue el primer modelo de Seiko con capacidad de ingreso de datos (a través de un teclado en miniatura) y contó con una matriz de puntos de visualización. Su memoria era muy pequeña, con sólo 112 caracteres. Fue lanzado en 1984 en colores oro, plata y negro. Estos modelos fueron seguidos por muchos otros de Seiko durante la década de 1980, especialmente la serie "RC".

### Casio
Durante la década de 1980 Casio comenzó a comercializar una línea de relojes ordenadores, además de sus relojes con calculadora. Existían también los relojes de juego Nelsonic y muchos otros juegos de fantasía producidos por Casio y otras empresas.

### LinuxOP

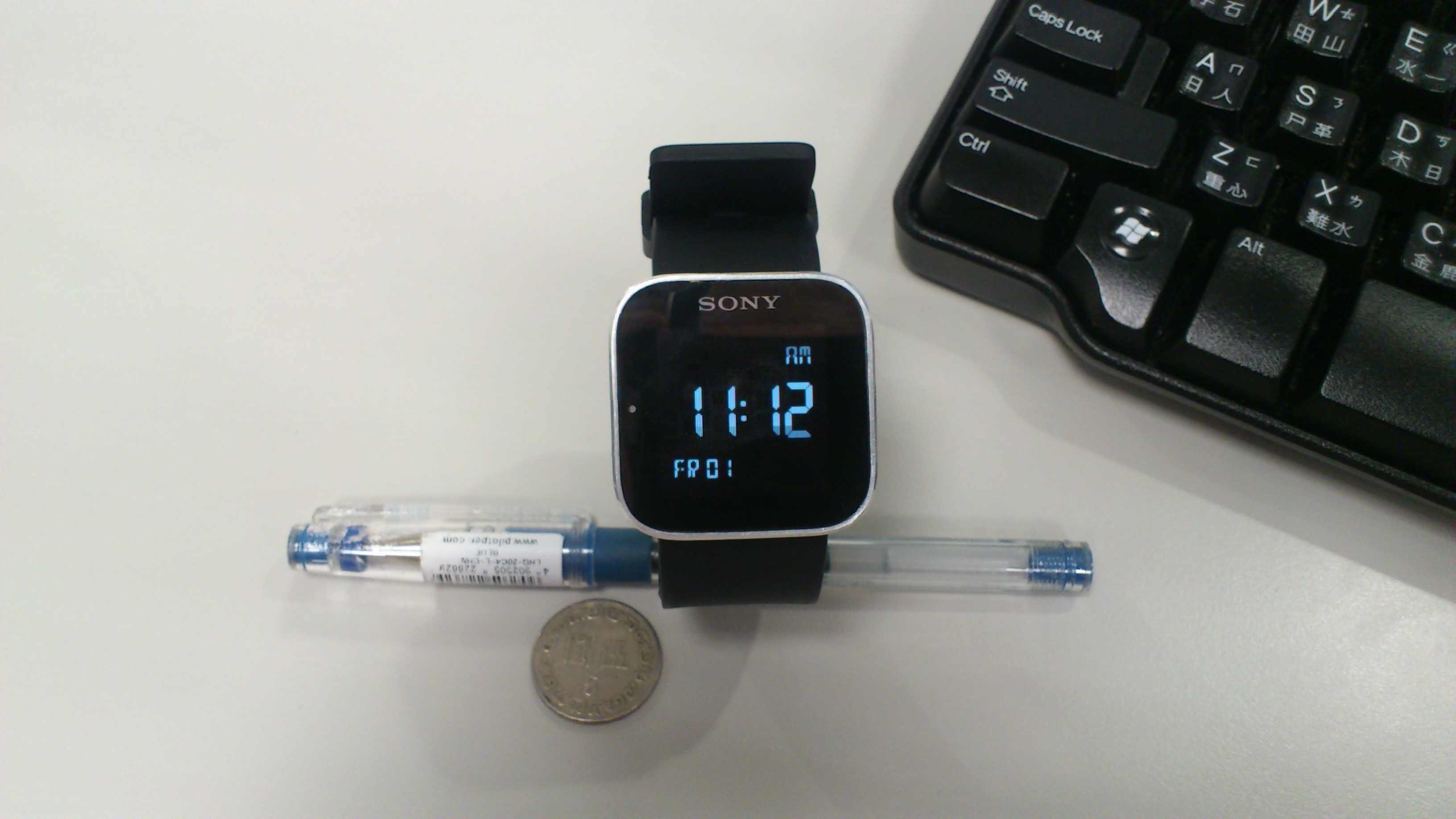
El reloj inteligente de Sony, Sony SmartWatch.

En junio de 2000 IBM mostró un prototipo de un reloj de pulsera que utilizaría el sistema operativo Linux. La versión original tenía sólo 6 horas de duración de batería, que se extendió posteriormente a 12. Tenía 8 MB de memoria y ejecutaba Linux 2.2. El dispositivo fue mejorado posteriormente con un acelerómetro, un mecanismo de vibración y un sensor de huellas digitales. IBM comenzó a colaborar con Citizen Watch para crear el "WatchPad". El dispositivo contaba con software de calendario, Bluetooth, 8 MB de DRAM y 16 MB de memoria flash.  Citizen tenía la esperanza de comercializar el reloj para estudiantes y hombres de negocios, sin embargo el proyecto fue interrumpido en 2002.

## Relojes inteligentes

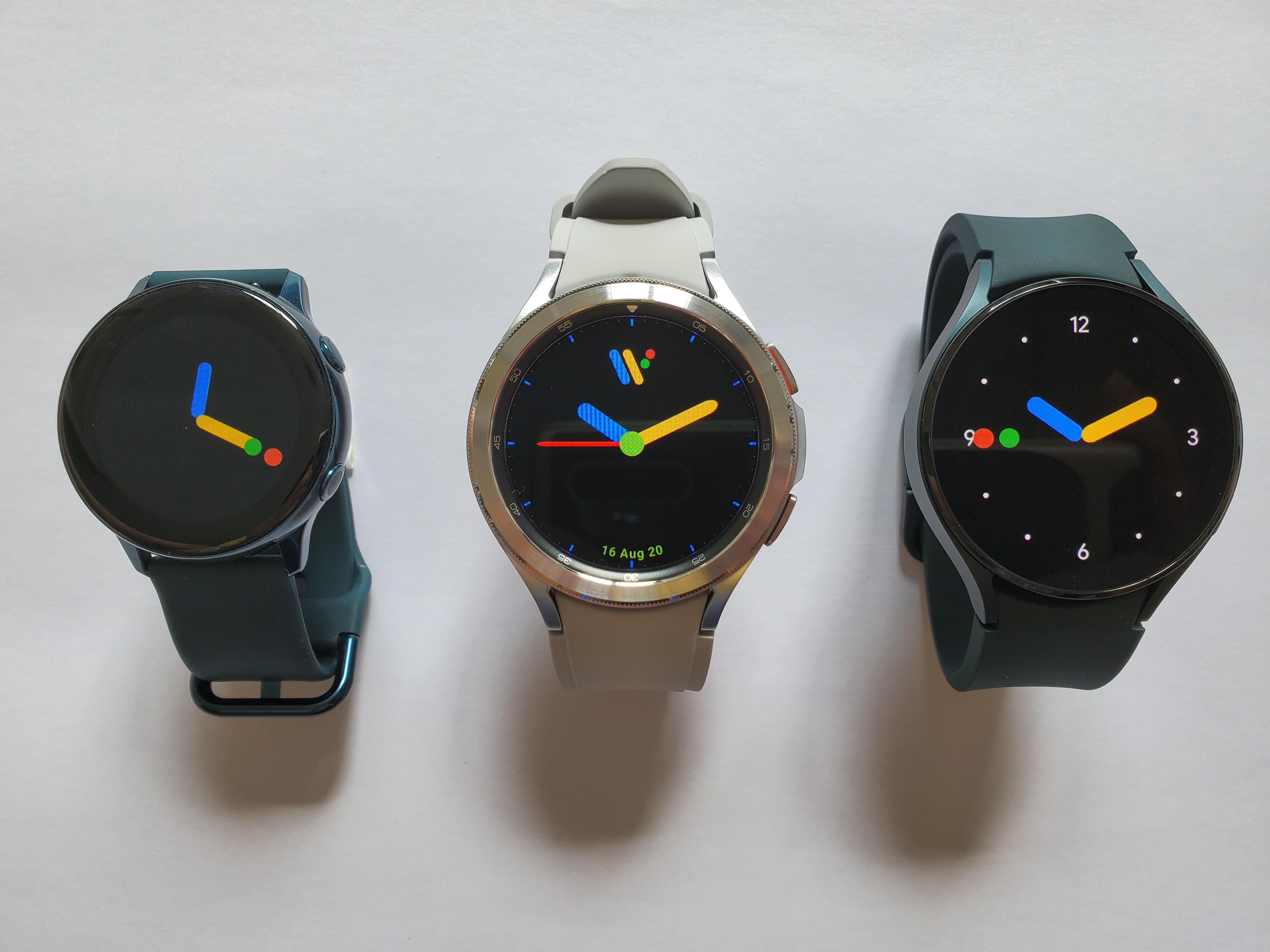
El reloj inteligente de Samsung, Galaxy Watch.

Después de muchos proyectos fallidos, los primeros relojes inteligentes nacieron a lo largo de 2012. El primero de ellos nació de la mano de un proyecto de crowdfunding, el Pebble Original. Pebble es el referente y pionero en el mundo de los relojes inteligentes.
Tras Pebble, Samsung, Sony y muchos otros fabricantes se lanzaron a la comercialización de estos pequeños dispositivos después del éxito y la acogida de los usuarios. A día de hoy, todos los grandes fabricantes de electrónica del mundo están implicados en proyectos de estas características.

### Características
Todos los relojes inteligentes cuentan con una serie de características que los definen como tales. Estas características se pueden clasificar en generales o en técnicas. Las características generales son todas aquellas que se pueden percibir a simple vista. Dentro de las características técnicas se encuentran las hardware y las software. Se entiende por característica hardware toda aquella que viene dada por los elementos físicos que componen el dispositivo. Por otro lado, las características software son todas aquellas que facilitan y permiten al usuario gestionar el dispositivo para realizar determinadas tareas. Todas estas características son las que los fabricantes especifican en sus productos.

#### Características generales
Dentro de las características generales más relevantes hay:
- Dimensiones. Las dimensiones de la mayoría de relojes inteligentes oscilan entre las mismas medidas de ancho, largo y grosor. En lo que a números nos referimos, las medidas de ancho y largo no suelen sobrepasar los 50 mm, pero siempre hay excepciones; por otro lado, en lo que respecta al grosor, este no suele ser superior a los 12 mm.

- Peso. El peso de estos dispositivos es muy variable, depende de los materiales y, obviamente, del tamaño.
- Materiales. Los materiales utilizados en la elaboración de estos relojes son un factor muy determinante en el peso final del producto. Pero no sólo en eso, los materiales determinarán la calidad del dispositivo, su durabilidad frente agentes externos e incluso la comodidad de este.
- Protección. Existen materiales que aportan una mayor durabilidad y una mayor resistencia a posibles desperfectos. Aun así, muchos fabricantes incluyen el grado de protección IP de sus productos frente a otras partículas y líquidos como son el polvo y el agua.

- Ergonomía. La gran mayoría de relojes inteligentes conservan las mismas proporciones que los convencionales lo que los hace aparte de discretos muy confortables.

#### Característicashardware
Dentro de las características hardware más relevantes hay:
- Procesador o System-on-chip. Todos los relojes inteligentes, al igual que todos los teléfonos inteligentes y tabletas actuales, ya no incorporan módulos independientes de: procesamiento, conectividad, multimedia, sensorización... Sino que integran todos o gran parte de ellos en un único circuito. A esta nueva tendencia en las tecnologías de encapsulamiento se la conoce como system-on-chip o SoC.
  - Una o más unidades de procesamiento: CPU y GPU.
  - Módulos de memoria: ROM, RAM, EEPROM y Flash.
  - Controladora de memoria externa (tanto microSD como USB).
  - Controladores de comunicaciones externa, sensores y conectividad, en especial Bluetooth, aunque también puede incluir WiFi.
  - Controladora de periféricos multimedia: vídeo, audio, gestos y cámara de fotos.
  - Servicios de localización y GPS.
  - Módulo de seguridad y antipérdida.
  - Generadores de frecuencia fija, controladoras de interfaces analógicas, componentes periféricos y reguladores de voltajes y circuitos de gestión energética/
- Memoria RAM. Aunque los sistemas empotrados ya cuentan con pequeñas cantidades de memoria RAM, con el objetivo de mejorar el rendimiento y reducir la latencia, es necesario incorporar memoria adicional en la mayoría de los casos para que el funcionamiento del dispositivo sea óptimo, como tarjetas externas microSD.
- Memoria interna. Los sistemas empotrados también cuentan con pequeñas cantidades de memoria flash, con el objetivo de almacenar, por ejemplo, el bootloader y el firmware. Sin embargo, no todos los fabricantes integran una memoria interna adicional.
- Comunicaciones. Todos los relojes inteligentes cuentan con algún mecanismo para comunicarse con el exterior vía Bluetooth y USB y, adicionalmente, NFC, WiFi, o redes celulares.
- Pantalla. La pantalla es un elemento imprescindible para los relojes inteligentes ya que permiten al usuario interactuar con el dispositivo. Normalmente suele ser una pantall OLED o AMOLED aunque los relojes híbridos pueden tener una combinación de esfera de reloj tradicional y una pequeña pantalla para las notificaciones.[8]
- Accesorios. Algunos de estos elementos complementarios añaden complejidad en la circuitería pero pueden aportar funcionalidades muy interesantes como un altavoz, micrófono o incluso una cámara o controlador de la cámara del teléfono.
- Batería. Todo dispositivo actualmente requiere de una autonomía propia que le provea de energía. Algunos llegan a durar más de 30 días con una sola recarga[9] y con la pantalla encendida en todo momento mostrando la hora. Normalmente la batería es el punto débil de los relojes inteligentes, durando entre 1 día y 5 días, para alcanzar una mayor duración de la batería las compañías están creando relojes híbridos inteligentes.[8]
- Sensores. Algunos de los sensores que podemos encontrar en los relojes inteligentes en el mercado actual son: el acelerómetro, el giroscopio, la brújula, el pulsómetro, el barómetro, termómetro, altímetro, el magnetómetro y el geomagnetómetro, el lumínico, el de radiación ultravioleta, el geolocalizador (GPS) e incluso el de tecnología háptica.
- Llamadas: llamadas sin utilizar el móvil, manos libres, marcador para el teléfono móvil, registro de llamadas, contactos, agenda, mensajes y notificaciones (incluyendo WhatsApp).
- Utilidades adicionales, como alarmas, grabadora de sonidos, avisador de horas, cronómetro, calendario, calculadora, monitor del sueño, FM y auriculares.

| Dispositivo       | Procesador                        | Memoria                        | Comunicaciones           | Pantalla                                                                   | Cámara          | Batería                     |
| ----------------- | --------------------------------- | ------------------------------ | ------------------------ | -------------------------------------------------------------------------- | --------------- | --------------------------- |
| Pebble            | ARM Cortex-M3, up to 80MHz        | 128MB memoria interna, 4MB RAM | Bluetooth 4.0            | 1.26", 144×168 píxeles e-paper display                                     |                 | 130 mAh                     |
| Samsung Gear 2    | Dual-Core 1 GHz Exynos3250        | 4GB memoria interna, 512MB RAM | Bluetooth 4.0 LE         | 1.63” Super AMOLED con resolución de 320x320                               | 2.0 Megapixeles | 300 mAh                     |
| Samsung Gear S    | Qualcomm Snapdragon 400 a 1 GHz   | 4GB memoria interna, 512MB RAM | Bluetooth 4.0, Wi-Fi, 3G | AMOLED de 2" y 360x480 píxeles                                             |                 | 300 mAh                     |
| Moto 360          | Single-Core 1 GHz TI OMAP 3       | 4GB memoria interna, 512MB RAM | Bluetooth 4.0 LE         | LCD de 1.56" con resolución de 320x290, 205 ppi, LCD con retro-iluminación |                 | 320 mAh                     |
| LG G Watch        | Qualcomm Snapdragon 400 a 1.2 GHz | 4GB memoria interna, 512MB RAM | Bluetooth 4.0            | 1.65" IPS LCD                                                              |                 | 400 mAh                     |
| LG G Watch R      | Qualcomm Snapdragon 400 a 1.2 GHz | 4GB memoria interna, 512MB RAM | Bluetooth 4.0            | P-OLED de 1.3" y 320x320 píxeles                                           |                 | 410 mAh                     |
| Sony SmartWatch 3 | Quad-core ARM Cortex A7 a 1,2GHz  | 4GB memoria interna, 512MB RAM | Bluetooth 4.0, NFC       | 1.6" y 320x320 píxeles                                                     |                 | 420 mAh                     |
| Asus ZenWatch     | Qualcomm Snapdragon 400 a 1.2 GHz | 4GB memoria interna, 512MB RAM | Bluetooth 4.0            | AMOLED touchscreen capacitiva de 1.63" y 320x320 píxeles                   |                 | 369 mAh                     |
| Apple Watch       | Apple S1                          | 8GB memoria interna, 512MB RAM | WiFi y GPS de iPhone     | Retina con Force Touch                                                     |                 | Hasta 18 horas de autonomía |

#### Característicassoftware
- Plataforma
  - Wear OS anteriormente denominado Android Wear: sistema operativo para wearables basado en Android. Este nuevo sistema operativo se presentó en marzo de 2014 y está pensado para ser utilizado en todo tipo de wearables.
  - watchOS: sistema operativo para dispositivos Apple. Apple hizo aparición en el mercado de los relojes inteligentes un año después que Android.
  - Tizen: sistema operativo basado en Linux y nace como alternativa a Android y iOS, y por extensión a sus versiones para relojes inteligentes.
  - PebbleOS: sistema operativo de Pebble basado en FreeRTOS, un sistema operativo en tiempo real diseñado para ser ejecutado con pocos recursos.
- Aplicaciones disponibles y market

| Dispositivo       | Sistema operativo  | Lenguajes de programación        | Compatibilidad              |
| ----------------- | ------------------ | -------------------------------- | --------------------------- |
| Pebble            | PebbleOS           | C y Javascript                   | Android y iOS               |
| Samsung Gear 2    | Android Wear/Tizen | Java, HTML, CSS y Javascript o C | Dispositivos Samsung Galaxy |
| Samsung Gear S    | Tizen              | HTML, CSS y Javascript o C/C++   | Android                     |
| Moto 360          | Android Wear       | Java                             | Android                     |
| LG G Watch        | Android Wear       | Java                             | Android                     |
| LG G Watch R      | Android Wear       | Java                             | Android                     |
| Asus ZenWatch     | Android Wear       | Java                             | Android                     |
| Sony SmartWatch 3 | Android Wear       | Java                             | Android                     |
| Apple Watch       | watchOS            | Swift y Objective-C              | iPhone                      |

La gran mayoría de relojes inteligentes cuentan con más o menos las mismas características. Sin embargo, algunos de estos cuentan con algunas singularidades.

## Algunos fabricantes y ejemplos comerciales

### Sony
En 2012 la compañía japonesa Sony lanzó su primer reloj inteligente que ofrece funciones ampliamente mejoradas de control remoto para teléfonos inteligentes.

### Samsung
Samsung presentó su primer reloj inteligente el 4 de septiembre de 2013; según palabras del vicepresidente de la compañía, el reloj «servirá para mejorar y enriquecer la experiencia actual de los teléfonos inteligentes en muchos aspectos».

#### Samsung Gear 2 Neo
La tecnología avanza, y con esto los relojes. El Samsung Gear 2 Neo es un reloj inteligente que en vez del conocido sistema Android tiene uno llamado Tizen. Sus dimensiones son de 37.9 × 58.8 × 10.0 milímetros, con un peso de 55 gramos completamente resistente al agua y al polvo. Su pantalla AMOLED a color es de 1.63 pulgadas y tiene una resolución de 320 × 320 píxeles. Es bastante práctico y cómodo para llevarlo en vez de un teléfono inteligente, cuenta con una cámara de 2 megapixeles, Bluetooth e incluso infrarrojo que permite controlar televisores. La pantalla táctil es lo suficientemente grande para poder leer notificaciones y, además de poder controlarlo con el tacto se puede hacer mediante gestos y voz. Otras características son:
1. Procesador de doble núcleo a 1 GHz
2. 512 MB de memoria RAM
3. 4 GB de almacenamiento interno no ampliable
4. Batería de 315 mAh

### Motorola
Motorola Mobility lanzó su reloj inteligente al mercado estadounidense el 5 de septiembre de 2014. La característica principal de este modelo es su pantalla redonda, la cual le permitió ganar popularidad entre sus competidores. Cuenta con sistema operativo Android Wear, procesador de cuatro núcleos con 512 MB de RAM y 4 GB de memoria interna, y a diferencia de su competencia no lleva un procesador fabricado por Qualcomm si no uno hecho por Texas Instrument, Moto 360.

### Apple
El Apple Watch funciona mano a mano con iPhone. Gracias a sus nuevas tecnologías y formas de interactuar permite la realización de interacciones rápidas y sencillas, pudiendo usar muchas funciones del iPhone desde el. Dentro de sus funciones particulares, podemos ver que da un toque al usuario cuando recibe una notificación y puede medir la frecuencia cardíaca del usuario. Su sensor de movimiento permite activar y desactivar la pantalla sin necesidad de tocarla y gracias a su Digital Crown se pueden desplazar los contenidos sin necesidad de interactuar de forma directa con la pantalla, permitiendo una mejor visibilidad de la información. Durante 2018 conviven varios modelos de Apple Watch en el mercado donde la última generación ya fabricada es el Apple Watch Series 3. El Apple Watch Series 4 se presenta el transcurso de 2018.

### LG
Las principales características del LGW100 de LG incluyen:
1. Pantalla táctil de 1.65" IPS.
2. Información accesible con comandos de voz.
3. Ligero y personalizable.
4. Batería de 400mAh.
5. Sistema operativo Android Wear, compatible con cualquier dispositivo Android Kit Kat 4.4 o superior.

### Huawei
La empresa China Huawei lanzó su primer reloj inteligente en el evento Mobile World Congress del año 2015. La principal novedad de su modelo es que posee una pantalla redonda con cristal de zafiro. El resto de características del Huawei Watch son:
- Dimensiones de 42 x 42 x 11.3 mm.
- Resolución de 400 x 400 286ppi.
- Procesador Snapdragon 400 (4x 1.2 GHz).
- 512 MB.
- 4 GB de memoria interna.
- Batería de 300mAh.
- Sistema operativo Android Wear, compatible con cualquier dispositivo Android Kit Kat 4.4 o superior.

Actualmente ha lanzado otros monitores como Huawei Band 3 Pro y Honor Band 4. Enfocados en el rendimiento deportivo y acogidos favorablemente por el público

## Relojes inteligentes en producción
| Relojes inteligentes                | Compañía        |
| ----------------------------------- | --------------- |
| Sony SmartWatch                     | Sony            |
| SmartWatch 2                        | Sony            |
| SmartWatch 3 SWR50                  | Sony            |
| Qualcomm Toq                        | Qualcomm        |
| Pebble Watch                        | Pebble          |
| Fitbit Versa                        | Fitbit          |
| Fitbit Blaze                        | Fitbit          |
| Fitbit Surge                        | Fitbit          |
| Wearing Digital WEDA (Slap Band)    | Wearing Digital |
| Ruputer                             | Seiko           |
| Timex Datalink                      | Timex Group USA |
| Garmin Forerunner                   | Garmin          |
| Garmin Fenix 5X Sapphire            | Garmin          |
| Garmin fenix 5                      | Garmin          |
| Garmin Fenix 3 HR]                  | Garmin          |
| NikeFuel                            | Nike, Inc.      |
| WIMM One                            | Wimm Labs       |
| Motorola Motoactv                   | Motorola        |
| Motorola Moto 360                   | Motorola        |
| MetaWatch Strata                    | Meta Watch, Ltd |
| Nokia Steel                         | Nokia           |
| Samsung Galaxy Gear                 | Samsung         |
| Samsung Gear 2, Gear Neo y Gear Fit | Samsung         |
| Samsung Galaxy Watch                | Samsung         |
| Kreyos Meteor                       | Kreyos          |
| GEAK Watch                          | ?               |
| i'm Watch                           | i'm S.p.A       |
| HOT Watch                           | ?               |
| Omate TrueSmart                     | Omate           |
| Z1 Android Watch-Phone              | ?               |
| Fashion S9110                       | ?               |
| LG GD910 (edición limitada)         | LG              |
| Hyundai MB 910                      | Hyundai         |
| ANDROID SmartWatch                  | ?               |
| Apple Watch                         | Apple           |
| Apple Watch series 4                | Apple           |
| Samsung Gear Live                   | Samsung         |
| Samsung Gear S3                     | Samsung         |
| Samsung Gear S3 Frontier            | Samsung         |
| Samsung Gear S3 Classic             | Samsung         |
| Huawei Watch 2                      | Huawei          |
| Huawei Watch GT 2                   | Huawei          |
| Huawei Watch GT 2e                  | Huawei          |
| Huawei Watch GT 2 Pro               | Huawei          |
| Huawei Watch GT 3                   | Huawei          |
| Huawei Watch GT Pro                 | Huawei          |
| Xiaomi Huami Amazfit Pace           | Xiaomi          |
| Xiaomi Huami Amazfit Bip            | Xiaomi          |
| Xiaomi mi band 4                    | Xiaomi          |
| Ticwatch E                          | Mobvoi          |
| Ticwatch S                          | Mobvoi          |
| Ticwatch Pro                        | Mobvoi          |
| Michael Kors Access Bradshaw        | Michael Kors    |
| Michael Kors Sofie                  | Michael Kors    |
| Michael Kors Access Dylan           | Michael Kors    |
| Coros Vertix                        | Coros           |
| Relojes Deportivos                  | Garmin          |
| Amazfit GTS                         | Huami Xiaomi    |

## Relojes inteligentes híbridos
Se trata de dispositivos que se encuentran a medio camino entre un reloj convencional y un teléfono inteligente. Contienen partes mecánicas y manecillas, pero también pueden contener ciertas funcionalidades digitales de los teléfonos inteligentes como pantalla, funciones para contar pasos, control del sueño, configurar alarmas, o notificar de llamadas, mensajes o similares.
Una tendencia a la que se han sumado marcas como Fossil, Michael Kors, Armand Base, Skagen, pero también otras como Withings (de Nokia y que cuenta con ambas posibilidades).